# Marinette Yetna
Ngo Yetna Marinette Mbeleg, née le 10 décembre 1965 à Logbadjeck et morte le 24 mai 2021 à Douala, est une femme politique et chef d'entreprise camerounaise. 

## Biographie

### Débuts
Ngo Yetna Marinette est née le 19 décembre 1965 dans la localité de Logbadjeck (département de la Sanaga-Maritime, région du Littoral). Elle est l'ainée d'une famille de six enfants. Elle fait ses études au lycée d'Edéa où elle obtient son baccalauréat.

### Carrière politique
Marinette Yetna fait ses débuts en politique dès 1982 en tant que militante du mouvement Jeunesse de l'UNC, parti unique. L'UNC devenu RDPC, elle occupe le poste de trésorière de la Section OJRDPC (Organisation des Jeunes du RDPC) du département de la Sanaga Maritime à partir de 1985. En 2002, elle est élue conseillère municipale dans la Commune d'Edéa et présidente de la Section OFRDPC (Organisation des Femmes du RDPC) de la Sanaga Maritime Centre. Elle rejoint le parlement en 2013 à la suite de son élection au poste de sénatrice suppléante à l'issue des élections sénatoriales de 2013 du 14 avril 2013. En 2015, elle est élue présidente  de la section Sanaga-Maritime Centre 1 du RDPC.
En 2020, elle est élue député à l'Assemblée nationale du Cameroun pour le département de la Sanaga-Maritime au terme des élections législatives du 9 février 2020,.

### Carrière professionnelle
Marinette Yetna est chef d'entreprise, promotrice de l'entreprise Sotrapi Sarl et propriétaire du complexe hôtelier Chez Marinette situé dans la ville de Kribi. Elle est promotrice du Forum Sanaga Mapubi (FOSAMA), une initiative visant à promouvoir le Made in Cameroon et l’entrepreneuriat des jeunes du terroir Bassa dont la première édition s'est tenue en avril 2021.

### Mort
Marinette Yetna est décédée à Douala le 24 mai 2021 après une courte maladie.